# Château de Couëllan
Le château de Couëllan est situé à Guitté en France.

## Localisation
Le château est situé sur la commune de Guitté dans le département des Côtes-d'Armor, dans la région Bretagne.

## Description
Le château est bâti en granite pierre de taille et en petit appareil de moellons de schiste. Sur la façade principale, l´opposition entre moellons et pierre de taille était destinée à être atténuée par un enduit dont il subsiste des vestiges dans le pignon ouest. Cette mise en œuvre particulière des matériaux a été reprise dans l´extension du XVIIIe siècle. Les communs sont bâtis en moellons de schiste et pierre de taille de granite pour les baies. Le cadastre de 1836 représente le château précédé d´une grande cour au sud ; cette dernière est précédée d´une avant cour ouverte sur le grand chemin de Caulnes, dans laquelle se trouve un bâtiment assez long aujourd´hui disparu, qui possédait sa propre cour. La cour principale du château est représentée fermée au niveau de l´extrémité sud des communs par un mur qui rejoint à l´est la chapelle, aujourd´hui isolée. Au nord du château, une vaste arrière-cour dispose d´un accès direct par son angle nord-ouest sur la route de Caulnes. Les travaux de la seconde moitié du XIXe siècle ont transformé en un vaste parterre l´ancienne cour principale. Le logis renferme deux escaliers remarquables qui correspondent aux deux principales campagnes de construction du château. Celui du XVIIe siècle, rampe sur rampe, de part et d´autre d´un mur d´échiffre plein, est constitué de volées droites portées par des berceaux voûtés rampants. Celui du XVIIIe siècle, suspendu dans une large cage occupe les deux dernières travées et toute la profondeur de l´aile en retour d´équerre : il est éclairé sur trois de ses côtés. Curieusement construit en bois, il conserve sa belle rampe d´origine en fer forgé avec ornements de tôle repoussée, caractéristique du début du règne de Louis XVI.

## Historique
Un manoir est mentionné au XVe siècle à Couëllan, appartenant à une famille de l´Hermine, transmis à une famille Boisjean ou du Boisjean. Il est fortement endommagé pendant les guerres de la Ligue. Le château actuel est construit vers 1620, pour Simon Hay des Nétumières, qui épouse en 1603 Madeleine du Boisjean, dame héritière de Couëllan. La première campagne de travaux concerne le pavillon sud ouest du logis, la chapelle, un pavillon construit au nord-est, dans l´alignement de celle-ci, pour loger le chapelain, un mur d´enceinte au sud (aujourd´hui disparu) comprenant un portail à pont-levis ainsi que d´importants communs édifiés en contrebas sur le bord ouest de l´enceinte. Une terrasse est ajoutée devant le logis probablement à la fin du XVIIe siècle ; des jardins en terrasses sont aménagés à cette époque à l´est. Le pavillon du chapelain est doublé en 1748. Une orangerie, à l´est de ce pavillon est édifiée en 1753 (date portée). Le corps principal du logis, resté inachevé, est terminé au sud et prolongé vers le nord par une grande aile en retour d´équerre entre 1775 et 1777 pour la famille de Saint-Pern. À la fin du XIXe siècle, les abords immédiats du château sont transformés et l´ancienne cour principale transformée en parc paysager : le mur d´enceinte au sud est détruit, et le portail déplacé remonté le long de la route menant à Caulnes. L´ancienne grille provenant du château du Lattay à Guenroc, autre propriété de la famille de Saint-Pern, est remontée à l´entrée du bois de Couëllan en 1929.
Le château est inscrit partiellement au titre des monuments historiques par arrêté du 24 février 1976,.

## Protection
Éléments protégés : les façades et toitures du château et du pavillon qui lui est accolé, de la chapelle et du bâtiment des communs transformé en serres,.

## Galerie

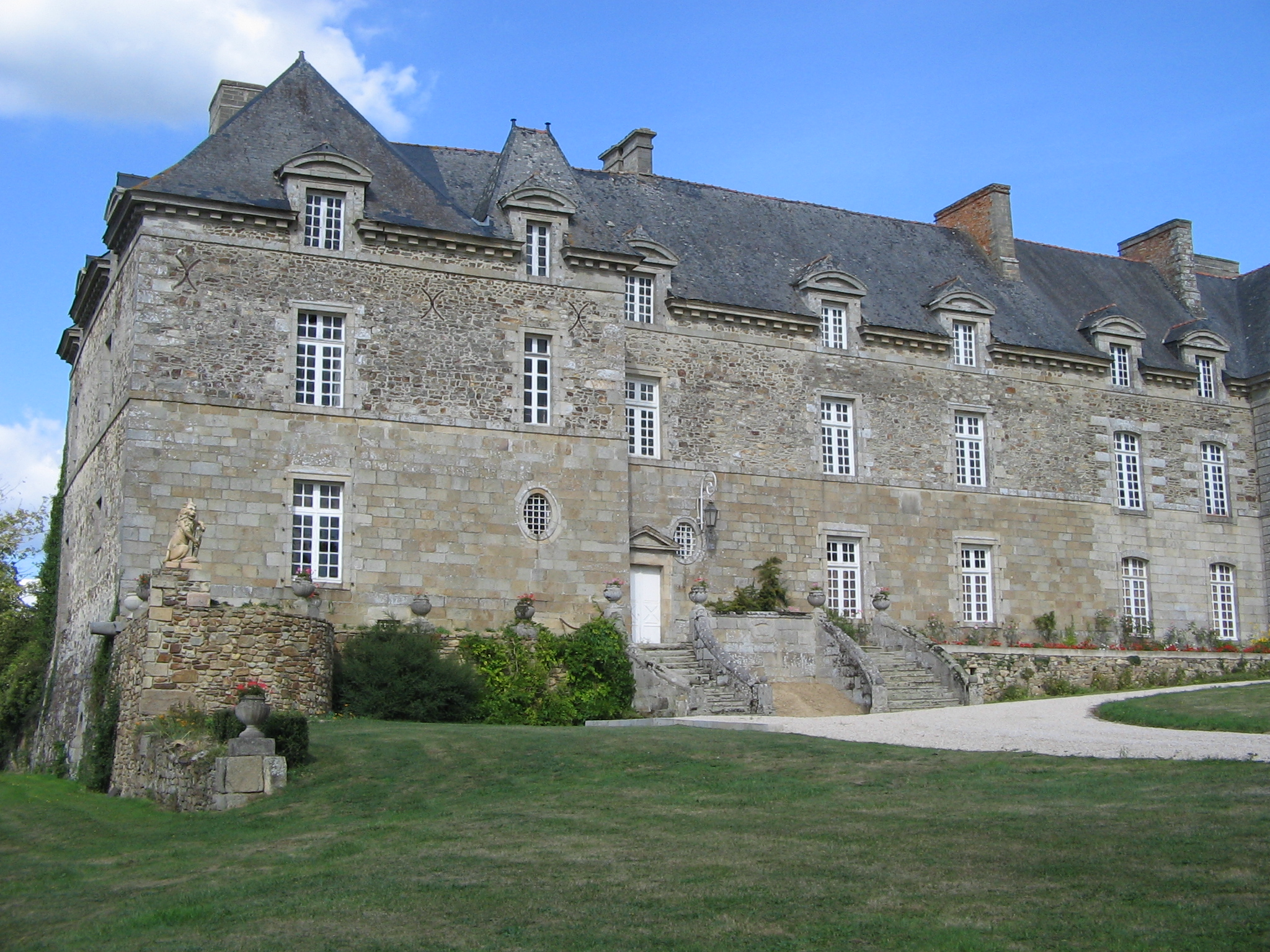
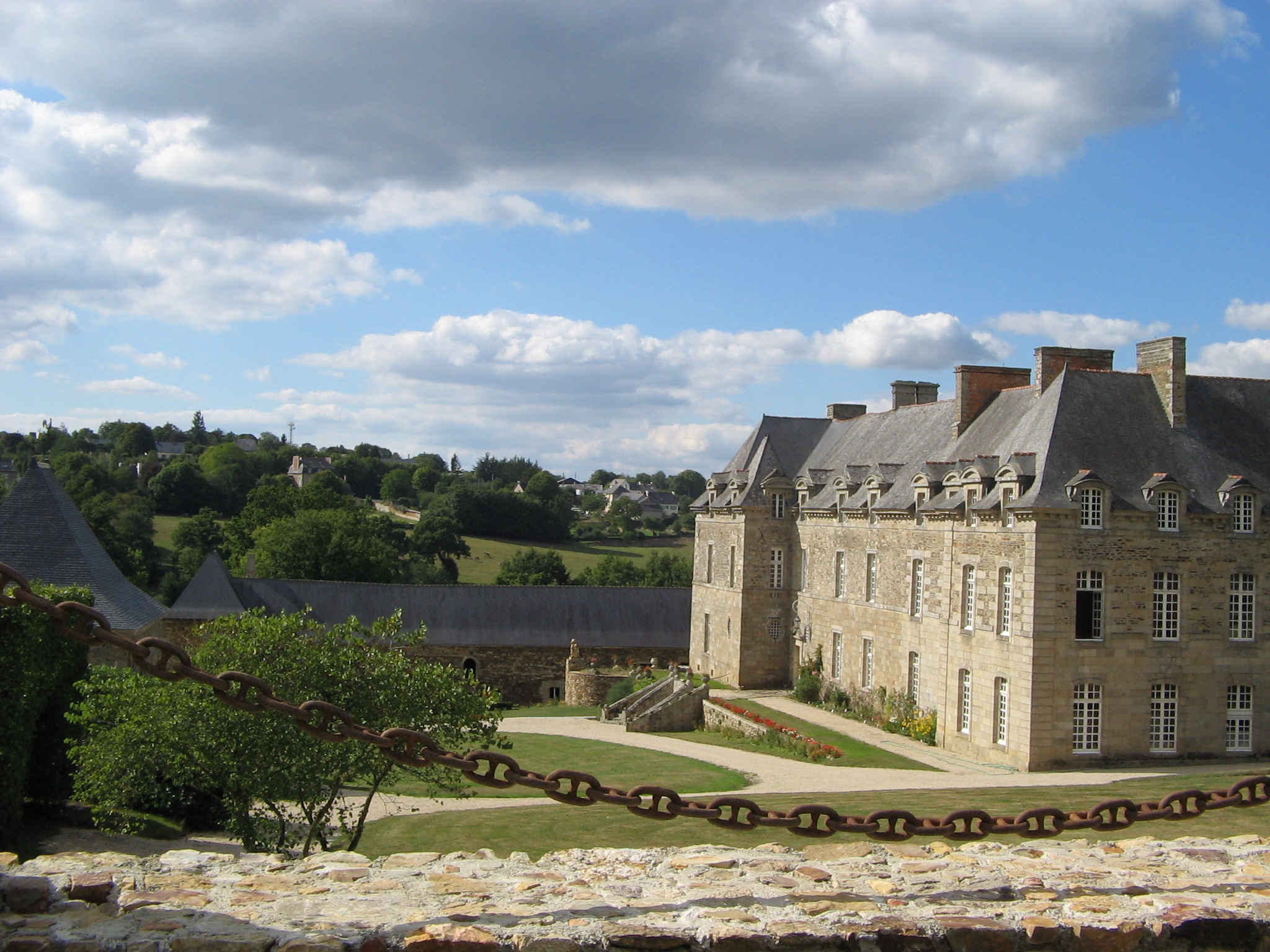
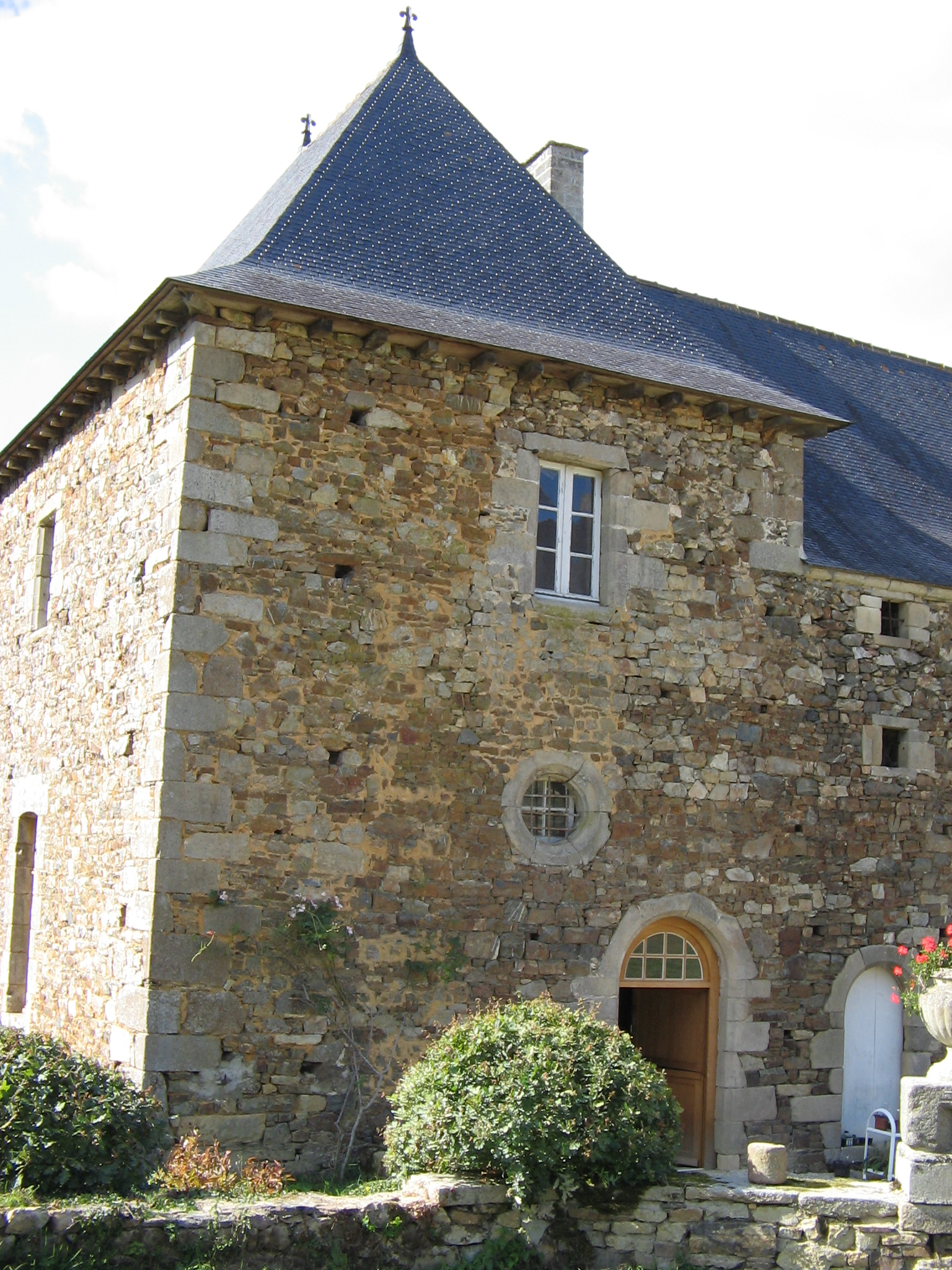
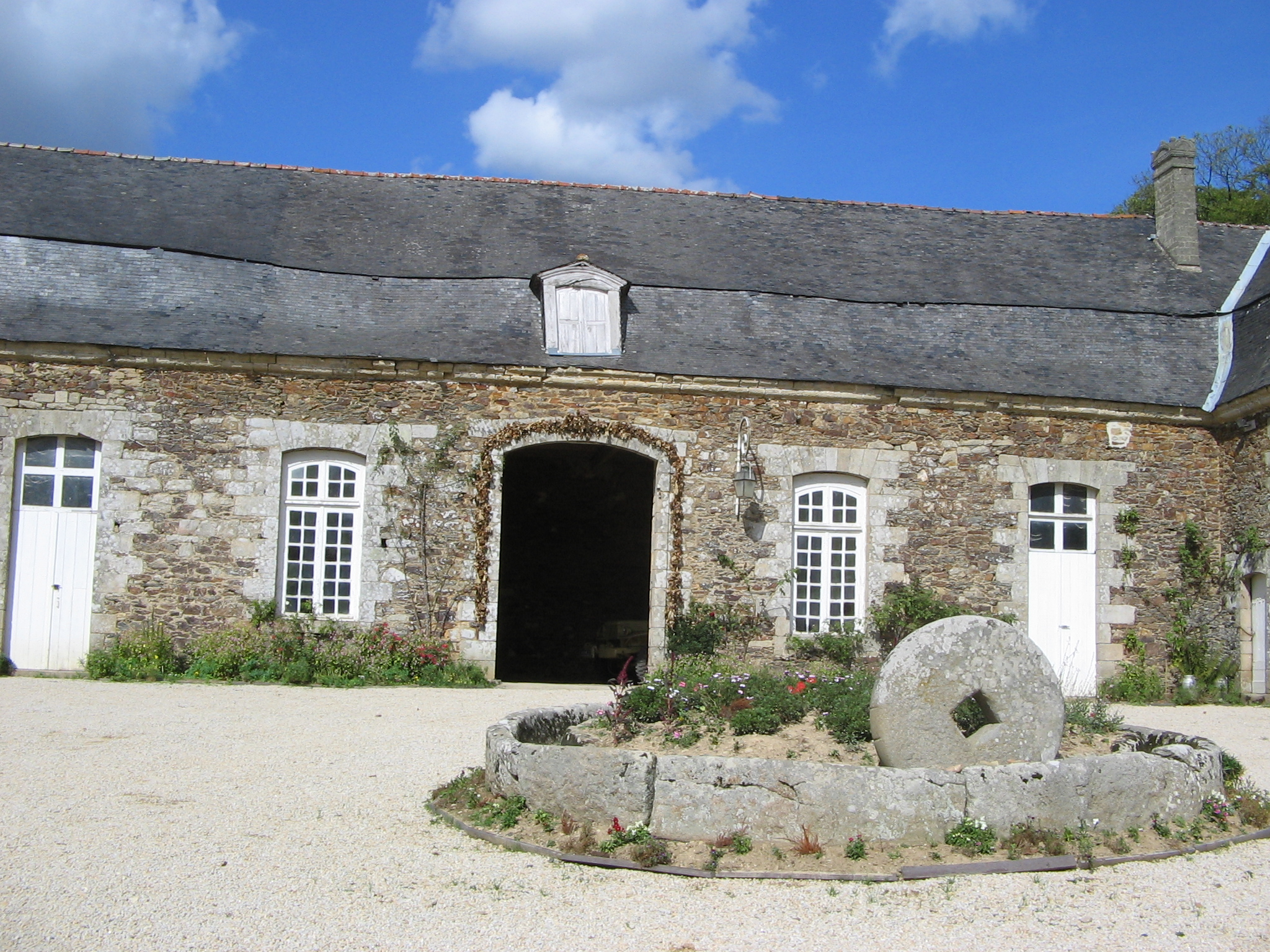
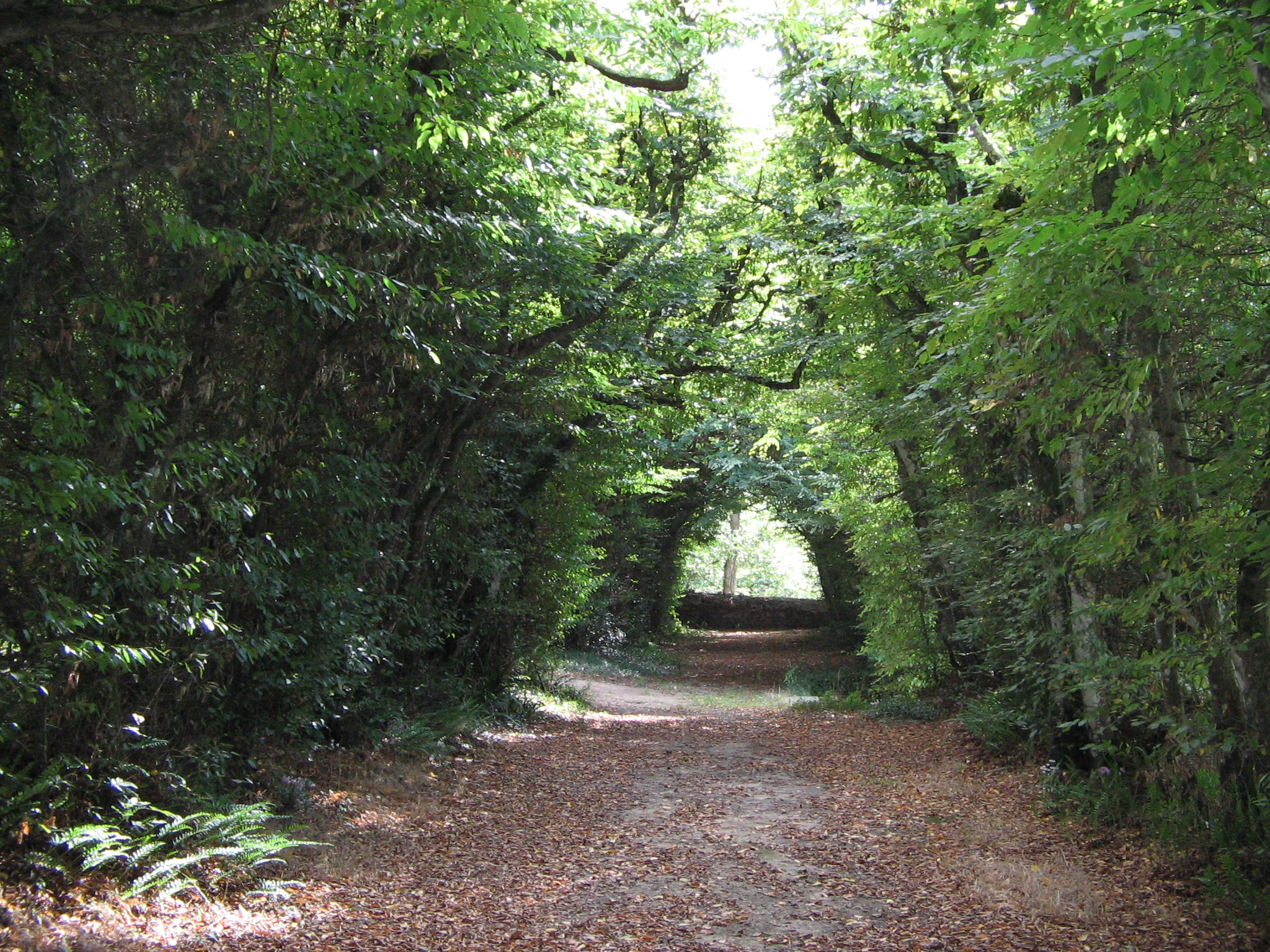
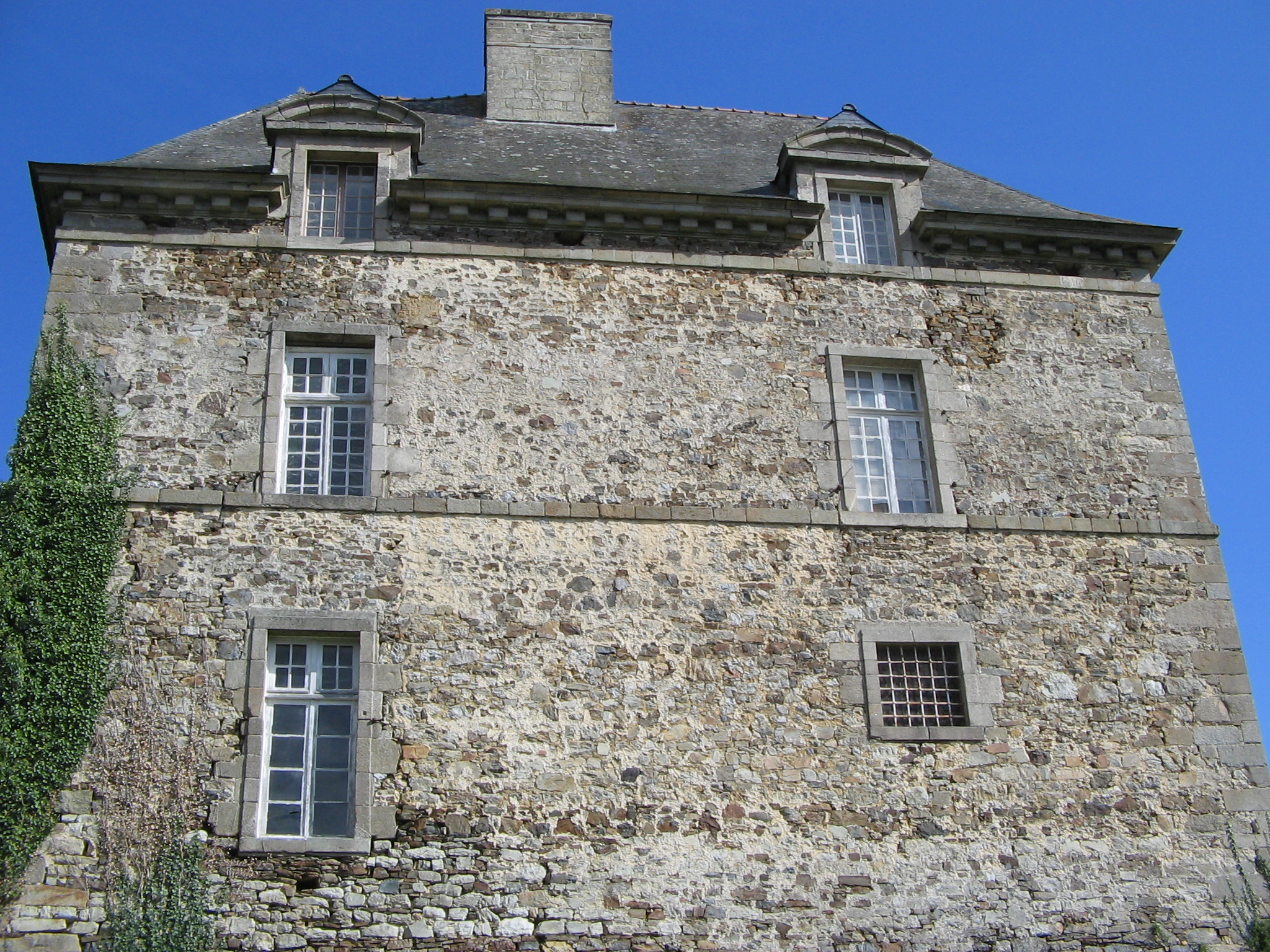